# 方城团契
方城团契是中国的一个基督教团体，由李天恩（慕圣）创立于1970年代初期。目前，方城团契被认为是最大的以河南省为基地的家庭教会网络之一，估计在全中国有数百万信徒。与唐河团契相比，他们更加统一。

## 历史背景和影响
在1940年代，一名国民党军官高允玖加入基督教，并成为一名热心的传道人，在河南省方城县传教。在共产党占领方城县的第一年，他和其他基督教团体尚能存在。但是到三自爱国运动在1950年代控制了中国基督教以后，高和另外两个突出的本地独立基督徒就被指控为反革命分子，被判入狱数年。 
1970年，李天恩从劳教所获释后，开始在整个河南传福音。他经常住在方城县同工的家里，培训二十名年轻人，也到外县甚至外省培训。到1974年，有数以千计活跃的基督徒，这一年参加秘密训练者不低于四千人。 
1990年代初, 方城团契派出布道队到30个省市，包括中国最大的城市北京、上海和重庆。根据张荣亮估计，与其有关的基督徒人数大约有500万。